# Journal of Separation Science
Das Journal of Separation Science, abgekürzt J. Sep. Sci., ist eine wissenschaftliche Fachzeitschrift, die vom Wiley-VCH-Verlag veröffentlicht wird. Die Zeitschrift ist ein Publikationsorgan der European Society for Separation Science und der California Separation Science Society. Sie wurde 1978 unter dem Namen HRC & CC: Journal of High Resolution Chromatography & Chromatography Communications gegründet. Im Jahr 1989 wurde der Name auf HRC: Journal of High Resolution Chromatography  gekürzt, bevor 2001 der Name in Journal of Separation Science geändert wurde. Derzeit erscheint die Zeitschrift mit 24 Ausgaben im Jahr. Es werden Artikel veröffentlicht, die sich mit Trennverfahren wie z. B. chromatographischen und elektrophoretischen Methoden, beschäftigen.
Der Impact Factor lag im Jahr 2019 bei 2,878. Nach der Statistik des ISI Web of Knowledge wird das Journal mit diesem Impact Factor in der Kategorie analytische Chemie an 32. Stelle von 86 Zeitschriften geführt.